# درو ميلر
درو ميلر (بالإنجليزية: Drew Miller)‏ هو لاعب هوكي الجليد أمريكي، ولد في 17 فبراير 1984 في دوفر في الولايات المتحدة.

## وصلات خارجية
- درو ميلر على موقع دوري الهوكي الوطني (الإنجليزية)
- درو ميلر على موقع EliteProspects.com (الإنجليزية)
- درو ميلر على موقع Eurohockey.com (الإنجليزية)
- درو ميلر على موقع HockeyDB.com (الإنجليزية)
- درو ميلر على موقع Hockey-Reference.com (الإنجليزية)